# Víctor Hugo Jara
Víctor Hugo Jara (Córdoba, 31 marzo 1946) è un ex calciatore argentino, di ruolo difensore.

## Carriera
Dopo quattro stagioni da titolare al Banfield e altre tre stagioni al Newell's Old Boys sempre come titolare, si trasferisce in Francia, al Red Star, di cui è un punto fermo nelle quattro stagioni di militanza.
Chiude la carriera tornando in Argentina.

## Palmarès

### Club

#### Competizioni nazionali
- Campionato francese di seconda divisione: 1

Red Star: 1973-1974 (girone B)